# Дюсон, Эмиль
Эмиль Пауль Йозеф Дюсон (нидерл. Emile Paul Joseph Duson; 1 декабря 1904, Семаранг, Нидерланды — 15 марта 1942, Тига Рунгу, Северная Суматра) — нидерландский хоккеист на траве, полузащитник. Серебряный призёр летних Олимпийских игр 1928 года.

## Биография
Эмиль Дюсон родился 1 декабря 1904 года в городе Семаранг в Нидерландской Ост-Индии (сейчас Индонезия).
Играл в хоккей на траве за «Амстердамсе».
В 1928 году вошёл в состав сборной Нидерландов по хоккею на траве на летних Олимпийских играх в Амстердаме и завоевал серебряную медаль. Играл на позиции полузащитника, провёл 4 матча, мячей не забивал.
Умер 15 марта 1942 года в японском лагере для интернированных в деревне Тига Рунгу в Нидерландской Ост-Индии (сейчас в Индонезии).